# Anthony Langella
Anthony Langella (Gennevilliers, 24 april 1974) is een voormalig Frans wielrenner. Hij reed zowel op de baan als op de weg. Op de baan boekte hij evenwel zijn grootste overwinningen. Hij werd er tweemaal Frans kampioen, in de puntenkoers en in de ploegenachtervolging. Hij deed ook mee aan de Olympische Spelen in 2004 en reed met het Franse team naar de zevende plaats op de ploegenachtervolging.
Op de weg heeft Langella vooral zijn kopmannen geholpen. Hij was jarenlang knecht voor zijn kopmannen Bobby Julich, Thor Hushovd, Stuart O'Grady, Frédéric Moncassin en Christophe Moreau. Hoewel hij driemaal de Tour de France uitreed, kwam hij zelfs in een etappe niet hoger dan de 42e plaats. Hij won zelf drie wedstrijden, waarvan twee in het begin van zijn carrière.

## Overwinningen
1995
- Ronde van Gironde

1998
- 4e etappe Ronde van de Toekomst

1999
- Bordeaux-Cauderan

2003
- Route d'Atlantique

2004
- Wereldbekerwedstrijd Aguascalientes ploegenachtervolging (met Fabien Merciris, Jérôme Neuville en Fabien Sanchez)

2005
- Frans kampioenschap puntenkoers
- Frans kampioenschap ploegenachtervolging (met Matthieu Ladagnous, Mickaël Malle en Fabien Sanchez)

## Resultaten in voornaamste wedstrijden
| Jaar | Ronde van Italië | Ronde van Frankrijk | Ronde van Spanje |
| ---- | ---------------- | ------------------- | ---------------- |
| 1995 |                  |                     |                  |
| 1998 |                  |                     |                  |
| 1999 |                  | 132e                |                  |
| 2000 |                  | 120e                |                  |
| 2001 |                  |                     |                  |
| 2002 |                  | 148e                |                  |

| Jaar | Parijs-Brussel | Parijs-Tours |
| ---- | -------------- | ------------ |
| 1995 | 92e            |              |
| 1998 |                | 77e          |
| 1999 |                |              |
| 2000 |                |              |
| 2001 | 117e           |              |
| 2002 |                |              |